# Котешка стъпка
Котешката стъпка (Clinopodium vulgare), или още черновръх, е едногодишно растение с масленозелено стъбло, високо от 15 до 40 cm. Листата му приличат на чемширените, само че са по-големи. Цветът представлява наредени в кръг килийки, които приличат на отпечатък от котешка стъпка, откъдето идва и името на билката, подчертава известният билкар Васил Чардаклиев. Разпространена е из цялата страна, особено в полите на Стара планина, Средна гора и Родопите.

## Билколечителни свойства
Съдържа вещество с успокояващо действие, стимулира силно регенеративните процеси на човешкия и животинския организъм, отразява се благоприятно на кръвоносната система, усилва съпротивителните сили.
При възпаление на простатата: Вземат се от билката котешка стъпка не повече от 10 цвята и се варят в половин литър вода около 5 – 10 минути. След това отварата се прецежда и се пие през деня вместо вода. След като пиете такава отвара два или три дни, ще почувствате невероятно облекчение. Вечерта позивите за уриниране няма да ви събуждат от сън. За да не ставате през нощта, не яжте, преди да си легнете, кисело мляко. Билката е популярна и може да се намери.